# Гомеопатія

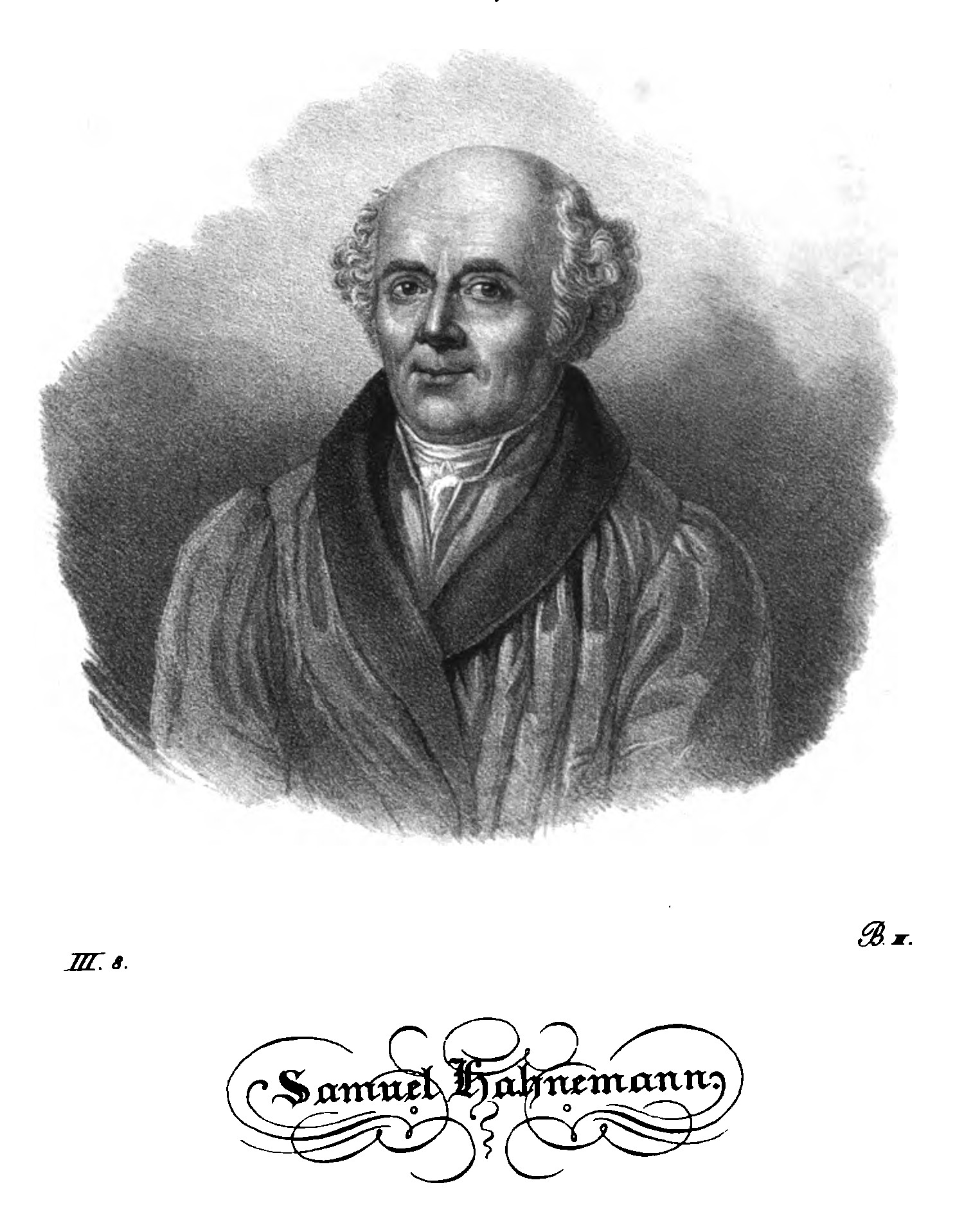
Самюель Ганеман, засновник гомеопатії

Гомеопа́тія (англ. homeopathy, homoeopathy, з грец. ὅμοιοπάθεια — «лікування подібним», від грец. ὅμοιος — «подібний» і грец. πάθος — «терміноелемент, який вказує на спосіб лікування») — псевдонауковий напрям альтернативної медицини. Її заснував у 1796 році німецький лікар Самюель Ганеман. Гомеопати вірять, що речовина, яка викликає симптоми хвороби у здорових людей, може вилікувати подібні симптоми у хворих. Ця доктрина називається similia similibus curentur, або «подібне лікується подібним». Гомеопатичні препарати виготовляються шляхом гомеопатичних розведень (потенціювання, динамізація). У цьому процесі обрану речовину багаторазово розбавляють, доки кінцевий продукт хімічно не відрізнятиметься від розчинника. В результаті в препараті часто не залишається жодної молекули вихідної речовини. Між кожним розведенням гомеопати можуть стукати та/або струшувати препарат, стверджуючи, що це змушує розріджувач «пам'ятати» вихідну речовину після її вилучення.
Всі сучасні наукові знання про фізику, хімію, біохімію та біологію суперечать гомеопатії. Гомеопатичні засоби, як правило, біохімічно інертні й не впливають на жодне відоме захворювання. Її теорія хвороби, заснована на принципах, які Ганеман назвав міазмами, не узгоджується з подальшою ідентифікацією вірусів і бактерій як причин хвороб. Були проведені клінічні випробування, які загалом не виявили жодного об'єктивного ефекту від гомеопатичних препаратів:206. Через фундаментальну неправдоподібність гомеопатії, а також відсутність доказової ефективності в науковому та медичному середовищі її характеризують як шарлатанство.
У XXI столітті низка метааналізів показала, що терапевтичні заяви гомеопатії не мають наукового обґрунтування. Як наслідок, національні та міжнародні органи рекомендували припинити державне фінансування гомеопатії в охороні здоров'я. Національні органи Австралії, Великобританії, Швейцарії та Франції, а також Науково-консультативна рада Європейських академій та Російська академія наук дійшли висновку, що гомеопатія є неефективною, і рекомендували припинити її подальше фінансування. Національна служба охорони здоров'я Англії більше не фінансує гомеопатичні препарати та звернулася до Міністерства охорони здоров'я з проханням додати гомеопатичні препарати до списку заборонених до відпуску за рецептом. Франція припинила фінансування у 2021 році. Іспанія також оголосила про намір заборонити гомеопатію та інші псевдотерапії у своїх медичних центрах.
В Україні існує законодавча база щодо існування та регулювання гомеопатичних препаратів на фармацевтичному ринку України, зокрема Закон України про лікарські засоби від 17.09.2023 та Накази МОЗ України від 26.08.2005 № 426.

## Гомеопатія та алопатія
Алопатія (грец. αλλος — «інший», грец. πάθος — «страждання») — так гомеопати називають справжню медицину. На їхню думку, лікування хвороб у сучасній медицині зводиться до виклику в організмі «ефектів, протилежних ознакам хвороби». Гомеопати не довіряють методам лікування, що використовуються у сучасній медичній практиці.
Окрім цього, прогрес у розвитку медичної науки вони вважають підтвердженням малої ефективності медицини. Замість того, щоб доводити ефективність своїх методів лікування, представники цієї альтернативної медицини більш полюбляють вказувати на колишні помилки та недосконалість сучасної медицини, іншими словами, вони використовують старий демагогічний прийом tu quoque, тобто «Ви теж».
Згідно з гомеопатичною теорією, будь-яка хвороба починається на рівні психіки. Не можна сказати, що вони тут зовсім не праві, адже психічний стан людини дійсно має деякий вплив на здоров'я, але є дуже багато хвороб, що виникають незалежно від морального стану людини. Щобільше, окрім психічного, існують ще багато факторів, що впливають на здоров'я людини: середовище, генетична схильність, наявність тих чи інших інфекційних агентів.

## Основні принципи
Принципи гомеопатії вперше було оприлюднено в медичному журналі Крістофа Гуфелянда у статті «Досвід нового принципу для пошуку цілющих сил лікарських речовин» (1796). Основними положеннями цієї терапевтичної системи є:
- закон подібності;
- динамізація (потенціювання), як метод приготування гомеопатичних препаратів (важливий, але не обов'язковий);
- випробування лікарських субстанцій (прувінг) на здорових людях-добровольцях (дані про випробування заносять у довідники — Materia Medica);
- реперторизація — єдиний метод вибору гомеопатичного (подібного до актуального випадку) препарату;
- одномоментне застосування лише одного препарату (пацієнт у кожний окремий період життя може перебувати лише в одному патологічному стані, який може бути описаний лише одним препаратом — уніцизм);
- визнання ієрархічності систем організму (а отже, різні симптоми мають різне значення для встановлення діагнозу:

1. психічні,
2. загальні,
3. особливі та незвичайні,
4. місцеві;

- закон зцілення (закон Герінга);
- визнання організму як цілісної системи (холістичний підхід)

Принцип лікування подібного подібним Ганнеман вивів з експериментів з хініном, які проводив на собі. Він помітив, що в здорової людини хінін викликає подібні до малярії симптоми гарячки. Тоді як інші лікарі звертали увагу на гіркоту хініну як причину одужання хворого, Ганнеман бачив причину в подібності симптомів.

### Реперторіум Кента
Основний принцип, покладений в основу гомеопатії, це принцип, згідно з яким «подібне лікується подібним». Згідно з цим уявленням, хворому необхідно підібрати такий гомеопатичний препарат, який у здорового викликав би симптоми подібні до тих, які спостерігаються у хворого. Причому, при виборі важливо також враховувати індивідуальні риси характеру та темперамент людини. З цією метою послідовники Ганемана (Бенінгхаузен, Герінг, Кент) склали спеціальні довідники (реперторіуми), за допомогою яких гомеопат визначає найбільш подібний препарат для пацієнта.
Наприкінці XIX ст. американський гомеопат Джеймс Тайлер Кент, автор філософських гомеопатичних трактатів «Лекції з філософії гомеопатії» та «Лекції з гомеопатичної Materia Medica», склав найбільш відомий довідник симптомів — «Реперторіум», до якого увійшло близько 64 000 симптомів, з посиланням на препарати, які використовують у гомеопатії. «Реперторіум» — це основний інструмент, який використовує гомеопат у своїй роботі, під час підбору препарату (встановленні діагнозу).

### Класифікація хвороб
У гомеопатії хвороби поділяють на гострі та хронічні. Цей розподіл є одним з наріжних каменів гомеопатії.
Гомеопати вважають, що гостру хворобу спричиняють так звані «епідеміологічні» чинники, тобто такі, що викликають подібні патологічні зміни у великих груп людей, а саме:
- механічні (наслідком яких є переломи кісток, надриви та розриви сухожилків, зв'язок, вивихи, поранення, масивні кровотечі тощо),
- термічні (які спричиняють переохолодження і відмороження, теплові та сонячні удари, опіки),
- хімічні,
- мікробіологічні (ті, що викликають справжні епідемії).

Причиною хронічних хвороб (переважна більшість станів), на думку гомеопатів, є психічна травма (стани, пов'язані із загрозою життю, особистості тощо). Сама ж «хвороба» складається:
1. з інформаційної складової (кореня, «пробудження» якого відбувається за принципом умовного рефлексу),
2. патогенетичних механізмів розвитку хвороби,
3. об'єктивних і суб'єктивних симптомів (синдрому), які можуть проявитись у пацієнта.

Будь-які прояви хвороби — симптоми (показники) — на думку гомеопатів, є лише демонстрацією: наш організм намагається донести до нашої свідомості, що з ним щось негаразд. Гомеопати вважають, що організм людини здійснює цю демонстрацію своїми сильними сторонами (органами, системами), тими, які зможуть її витримати. А отже, намагання вплинути на ці органи та системи (які є не найслабшою, а найсильнішою ланкою в організмі) призводить до переміщення симптоматики в інші органи та системи, які a priori є слабшими за перші.
Тому гомеопати вважають, що алопати, придушуючи наявну симптоматику, витискають її у слабші системи й, таким чином, «лікуючи» одну з систем організму, вбивають організм в цілому. На їхню думку, це відбувається тому, що допоки справжня причина не викорінена, вона буде продовжувати діяти, формуючи іншу симптоматику.
Тому гомеопати намагаються вплинути саме на причину (і тут має значення рівень динамізації — що він вищий, то вищий рівень впливу, то він ближчий до «інформаційного» рівня, де, імовірно, гніздиться причина), а організм, на їхню думку, уже сам наведе лад у своєму господарстві.
У результаті такого впливу, на думку гомеопатів, підіймається загальний рівень здоров'я, підвищується імунітет, фізична і соціальна адаптація, — людина не лише одужує від тієї хвороби, з якою вона звернулась до лікаря, а й у майбутньому менше хворітиме (профілактична дія).

## Процес лікування

### Консультація
Гомеопати зазвичай починають з консультації, яка може бути 10—15-хвилинною зустріччю або тривати понад годину, де пацієнт описує свою історію хвороби. Пацієнт описує «модальності», або чи змінюються його симптоми залежно від погоди та інших зовнішніх факторів. Лікар також запитує інформацію про настрій, уподобання та антипатії, фізичний, психічний та емоційний стан, життєві обставини та будь-які фізичні або емоційні захворювання. Ця інформація (також звана «картиною симптомів») співставляється з «картиною ліків» у матеріалі «materia medica» або репертуарі й використовується для визначення відповідних гомеопатичних препаратів. У класичній гомеопатії лікар намагається підібрати один препарат для лікування всіх симптомів (simlilum), тоді як «клінічна гомеопатія» передбачає комбінації препаратів на основі симптомів захворювання.

### Діагноз у гомеопатії
Для встановлення діагнозу лікарі об'єднують симптоми у групи. Ці групи відповідають певним станам. Звичайні лікарі мають свої групи та називають їх: «гепатит», «геморой», «інсульт» тощо — і саме їх лікують. Гомеопати мають свої групи, називають їх: «аргентум нітрікум», «гіосциамус», «апіс» та ін., — і лікують, відповідно, їх.
Діагноз у гомеопатії збігається з назвою препарату. Тобто, препарат, який має назву Veratrum album, може вилікувати лише людину, що перебуває у стані «Veratrum album».

### Одужання в гомеопатії
Насамперед слід зауважити, що у гомеопатії немає невиліковних хвороб (хоча є невиліковні пацієнти, незалежно від алопатичного діагнозу). Точний термін одужання, навіть приблизний, гомеопати ніколи не назвуть.
Тези гомеопатів: При лікуванні хронічних хвороб, якщо препарат підібраний правильно, можна очікувати таких змін:
1. симптоми зникають одразу;
2. симптоми зникають поступово протягом 2—6 тижнів;
3. симптоми починають «рухатись».

У разі, якщо вони рухаються за законами Герінга (згори донизу; зсередини назовні; від більш життєво важливих органів, до менш життєво важливих органів; і в послідовності зворотній до їхнього виникнення), то це означає, що включився механізм самозцілення. Втручатись у процес зцілення не можна, адже процес відбувається під керівництвом самого організму, і лише під наглядом гомеопата. Загострення хвороби іноді трапляються. Їх не треба очікувати, але не потрібно й лякатись.
Припу́стимо, людина звернулася з основною скаргою на головний біль. Якщо під час лікування головний біль зник, а виник біль у суглобах або з'явились висипання на шкірі чи слизових, це свідчить про те, що процес зцілення почався.
Будь-яка дія, що направляє патологію в протилежному напрямку вважається невірною (це стосується й алопатії, і алопатичного використання динамізованих ліків):
- не можна впливати на шкірні прояви хвороби (в гомеопатії немає шкірних хвороб, а є лише шкірні симптоми у хворої людини), інакше хвороба піде глибше: в суглоби, на слизову дихальної або травної систем, — залежно від того, де сильніше місце;

- але й ці органи лікувати не можна (в гомеопатії немає хвороб суглобів, бронхів, шлунку, а є суглобові, бронхіальні та шлункові симптоми у хворої людини), оскільки в результаті такого лікування хвороба «переходить» на легені, печінку, нирки, серце, підшлункову залозу, — знову ж таки залежно від того, який орган сильніший.

Один практичний аспект, що стосується косметології: в гомеопатії заборонено «лікувати», тобто пригнічувати, не тільки патологічні виділення шкіри та слизових, але й фізіологічні: піт, виділення з носа, вагіни. Оскільки в результаті такого пригнічення можна серйозно захворіти. Тут важливо витримати міру, наприклад, якщо не виключити, то максимально обмежити використовування дезодорантів, що регулюють потовиділення (сплеск ракових пухлин молочної залози, на думку гомеопатів, пов'язаний саме з використанням антиперспірантів), крапель для носа тощо.
Варто додати, що безпечність гомеопатії дуже сумнівна, а у деяких випадках ця методика є смертельною. Приміром, у людини виявили рак крові, вона почала «лікуватися» гомеопатичними методами, то це надасть такий же результат як, наприклад амулет — ніякого, людина помре.

## Ліки, які використовують гомеопати
Гомеопатія виникла як суто емпірична наука. У своїй основній праці, «Органон лікарського мистецтва» (1814), Ганеман наводить сотні прикладів успішного застосування його попередниками медикаментозних препаратів (у нативному вигляді) за цим[яким?] принципом. Але лише Ганеману вдалось не тільки побачити у цьому[чому?] систему, а й вивести Закон Природного Зцілення.
Сьогодні для приготування препаратів вихідні речовини проходять процес так званого «потенціювання», «динамізації»: їх спочатку розтирають із цукром, а потім багаторазово (сотні й тисячі разів) розводять і збовтують з водою (зазвичай, у співвідношенні 1:10 або 1:100). При цьому діюча речовина майже не витрачається. Сировиною для ліків можуть бути мінерали, рослини, продукти тваринного походження (комахи, отрути змій).
Кінцевий продукт наносять на лактозну крупку (основна фармакологічна форма). У перші роки існування гомеопатії розведення пов'язували з отруйністю багатьох із використовуваних речовин, але згодом Ганеман помітив, що вони глибше діють на пацієнтів і частіше їх зцілюють, а отже почав виписувати хворим так звані «високі потенції», в яких речовини були розведені настільки, що вже не підлягали виявленню в розчині.
Слід нагадати, що у ті роки широкій науковій спільноті закон (і число) Авогадро відомі не були, а вчення про речовину і її будову набуло сучасного вигляду вже після смерті Ганемана.
Сучасні динамізовані ліки, які використовують гомеопати, це суто інформаційні препарати, які не містять початкової речовини, а лише інформацію про неї (можливо, завдяки структурним змінам води).
Саме цей метод приготування ліків є предметом дорікань противників гомеопатії, мовляв, якщо немає речовини, немає й дії. Але ж таке твердження є безглуздим і безпідставним, адже:
1. згідно з матеріалістичною наукою, матерія проявляє себе не лише у вигляді речовини, а й енергії, поля та інформації, — отже у природі існує безліч цілком матеріальних впливів, які не пов'язані з речовиною. Тим не менш, не було знайдено ніякого нового виду енергії чи будь-якої інформації у гомеопатичних препаратах.
2. будь-яка людина може пересвідчитись, що динамізовані препарати діють, — однократний прийом ніякої шкоди завдати не зможе (ефект плацебо).
3. гомеопатична теорія є не тільки феноменологічною (описувальною) (на відміну від більшості наукових теорій, що абсолютно не заважає ними користуватись), а й конструктивною (пояснювальною).

Під час зберігання ліків слід уникати різких перепадів температури та вологості, тримати їх подалі від сонячного світла, джерел електромагнітного випромінювання, побутової техніки та запахів. Можна загорнути ліки в харчову фольгу. Ліки, які можна придбати в гомеопатичній аптеці, називають потенційованими, або динамізованими. «Гомеопатичними», тобто подібними до актуального випадку, вони стають після отримання відповідної реакції організму. Під час зберігання ліків слід уникати різких перепадів температури й вологості, тримати їх подалі від сонячного світла, джерел електромагнітного випромінювання, побутової техніки та запахів. Можна загорнути ліки в харчову фольгу. Гомеопатія — це не використання динамізованих ліків, а використання будь-яких ліків за ознакою подібності.
У гомеопатичній аптеці окрім монопрепаратів можна придбати так звані «комплексні» препарати, — тобто такі, що містять декілька препаратів і призначені в комплексній терапії в період реабілітації. Однак це не є справжньою гомеопатією.

### Питання вакцинації
Прихильники гомеопатії визнають ефективність тих вакцин, що, за збігом обставин, відповідають гомеопатичній концепції «Подібне лікує подібне». Саме тому, на їхню думку, і перша вакцина від натуральної віспи, що була набагато менш небезпечним вірусом коров'ячої віспи, виявилась ефективною. Натомість вакцини, що є «не подібними, а ідентичними», на думку гомеопатів, є шкідливими та неефективними. До таких вакцин гомеопати відносять будь-які препарати з послабленим чи інактивованим людським інфекційним агентом. Через це, наприклад, антирабічна сироватка, вважається гомеопатами шкідливою; а сказ, на їхню думку, можна вилікувати сотнею різних гомеопатичних препаратів, підібраних за принципом «подібне лікує подібне».
Гомеопати також вважають, що замість того, щоб виробляти дітям імунітет до небезпечних захворювань шляхом щеплень, краще давати їм перехворіти на них, адже це, на їхню думку, «запрограмовано у життєвому циклі». Хоча ці хвороби можуть призводити до незворотних патологічних змін в організмі, як то поліомієліт, або навіть до смерті дитини.
У 2015 році Канадський коледж гомеопатії виступив проти вакцинації, що викликало хвилю критики вбік самого коледжу.

## Гомеопатія у ветеринарії

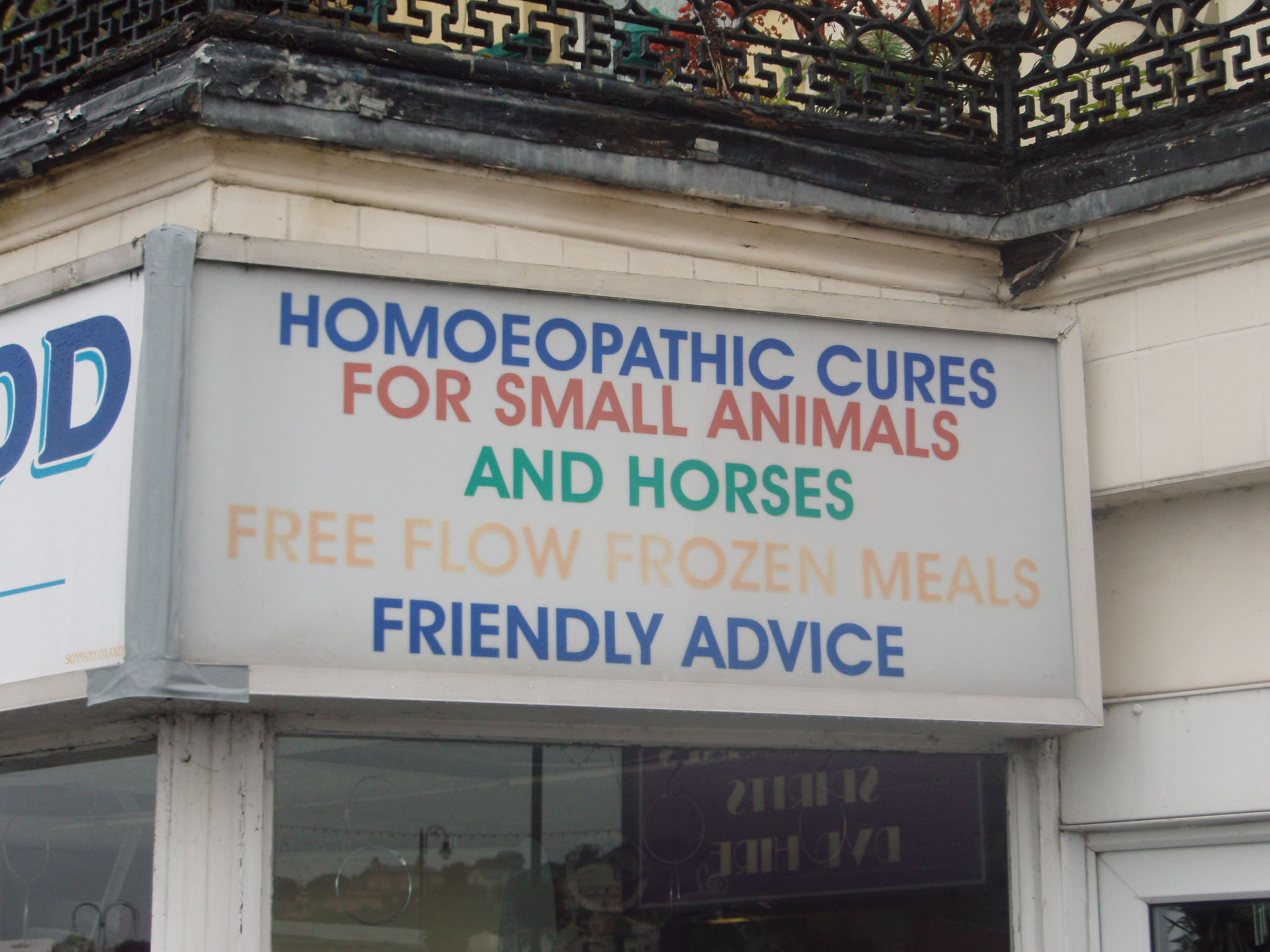
Вивіска «Гомеопатичні препарати для дрібних тварин та коней», острів Мен

Використання гомеопатії для лікування тварин називається «ветеринарною гомеопатією» і бере свій початок з часів зародження самої гомеопатії. Сам Ганеман писав і говорив про використання гомеопатії для інших тварин, окрім людей. Використання гомеопатії в індустрії органічного сільського господарства інтенсивно пропагується. 
Враховуючи, що вплив гомеопатії на людей зумовлений ефектом плацебо та консультативними аспектами, таке лікування ще менш ефективне для тварин. Дослідження також виявили, що давання тваринам плацебо може впливати на власників тварин, змушуючи їх вірити в ефективність лікування, хоча вона відсутня. Це означає, що тварини, які отримують гомеопатичні ліки, продовжуватимуть страждати, що викликає занепокоєння з приводу їхнього благополуччя. 
Огляд рецензованих статей з 1981 по 2014 рік, проведений у 2016 році вченими з Кассельського університету, Німеччина, дійшов висновку, що немає достатніх доказів на підтримку гомеопатії як ефективного методу лікування інфекційних захворювань у худоби. Департамент навколишнього середовища, продовольства та сільських справ Великобританії (Defra) зайняв рішучу позицію проти використання «альтернативних» препаратів для домашніх тварин, включаючи гомеопатію. У заяві про позицію Британської ветеринарної асоціації щодо альтернативних лікарських засобів сказано, що вона «не може підтримати» гомеопатію, а Австралійська ветеринарна асоціація включила її до свого списку «неефективних методів лікування». 

## Наукова оцінка гомеопатичних методів

### Наукові дослідження гомеопатії у XIX столітті
Найперші відомі наукові дослідження ефективності гомеопатичних препаратів відбулися в 1830-х роках. Російське військове міністерство запросило німецького лікаря-гомеопата з Дрездену К. Л. Германа лікувати поранених солдатів у шпиталі містечка Тульчин в Україні. Герман лікував солдатів гомеопатичними препаратами та нібито досяг гарних результатів. Надалі його запросили до Санкт-Петербурга, де він мав повторити свій клінічний успіх під наглядом професора Івана Івановича Гіглера, головного доктора Петербурзького військово-сухопутного шпиталю. Тут окрім групи пацієнтів, яким давали гомеопатичне лікування, й групи, що отримувала класичне медичне лікування, Гіглер увів ще третю групу хворих, які не отримували ніякого лікування, окрім пігулок, зроблених з какао чи хлібних крихт. Остання група хворих лише мала прописаний режим дня, добре харчування, душ тощо. За підсумками експерименту було виявлено, що контрольна група без лікування почувала себе в середньому краще, аніж дві групи, що отримували лікування. Через це гомеопатію навіть тимчасово заборонили в Російській імперії.
Інше давнє дослідження гомеопатичного препарату, проведене дуже близько до норм подвійно-сліпих плацебо-контрольованих досліджень початку XXI століття, відбулося в Нюрнбергу 1835 року. Німецький лікар Фридріх фон Говен у статті, опублікованій під псевдонімом, оголосив гомеопатію науково необґрунтованою, а єдиний місцевий гомеопат Йоганн Якоб Ройтер опублікував спростування й викликав опонента на дослідження. Фон Говен погодився й дослід було організовано в місцевій корчмі за сприяння баварської газети. Було використано 100 флаконів, у 50 була лише тала вода, а в інших 50 — розведений за гомеопатичним протоколом 29 разів 1:100 розчин солі. Флакони були пронумеровані та список номерів з указанням, де вода, а де препарат, було прилюдно запечатано та сховано. Надалі добровольці приймали рідину з певного флакона та за 3 тижні мали повідомити, чи спостерігали вони щось незвичайне. З 50 добровольців, що прийняли препарат, лише 8 повідомили про певні симптоми, з них 5 приймали гомеопатичний препарат, а 3 воду. Більшість тих, що прийняли гомеопатичний препарат, нічого не помітили. Таким чином, було показано, що в рівних умовах гомеопатичний препарат не має відмінного від води впливу на організм. Проблемою досліду був підбір добровольців, оскільки за закликом газети могли прийти лише противники гомеопатії. Але організатори досліду звернулись до гомеопатів та інших лікарів повторювати це дослідження в інших місцях та з іншими препаратами, що мало сприяти науковому доведенню чи спростуванню препаратів. Систематичний огляд 2023 року шести метааналізів клінічних досліджень гомеопатичних препаратів показав значну і достовірну їхню ефективність порівняно з плацебо.

### Позиція провідних організацій в галузі охорони здоров'я
В Україні діє законодавство, яке регулює гомеопатичні препарати на фармацевтичному ринку, включаючи Закон про лікарські засоби від 17.09.2023 та Наказ МОЗ № 426 від 26.08.2005.
Всесвітня організація охорони здоров'я у 2010-ті роки, як і раніше, не визнає гомеопатії та застерігає від гомеопатичного лікування будь-яких серйозних захворювань:
|        | На сьогодні ми не знайшли жодних доказів, що гомеопатія дає якусь користь. Оригінальний текст (англ.) We have found no evidence to date that homeopathy would bring any benefit. |
| — ВООЗ | |

|        | Немає жодних об'єктивних доказів, що гомеопатія має будь-який вплив на ці інфекції, і я вважаю, що для працівника охорони здоров'я безвідповідально нав'язувати використання гомеопатії замість перевірених засобів для будь-якої хвороби, що загрожує життю. Оригінальний текст (англ.) There is no objective evidence that homeopathy has any effect on these infections, and I think it is irresponsible for a healthcare worker to promote the use of homeopathy in place of proven treatment for any life-threatening illness. |
| — ВООЗ | |

Клінічними випробуваннями, проведеними згідно з науковими стандартами, не була доведена дія гомеопатичних засобів, яка перевищувала б ефект плацебо. Це означає, що успіхи в лікуванні приписуються не самому засобу, а його оточенню, наприклад, вірі пацієнта в дію лікування, а також якості стосунків між терапевтом і хворим.
Німецька медична асоціація ще 1993 року заявила:
|   | Відмінні риси об'єктивно ефективних процедур лікування - це сумісність із загально визнаними уявленнями про етіологію та патогенез захворювань і заснованість на принципі, який підтверджено на експериментальній моделі, або на незалежному, відтворюваному досвіді поважних терапевтів. Ці риси відсутні в процедур спеціальних терапевтичних підходів гомеопатії та антропософії. Оригінальний текст (англ.) It is characteristic for objectively effective treatment procedures that they are compatible with the generally recognised notions of aetiology and pathogenesis of ailments and are based on a concept that is supported either experimentally or by the independent, reproducible experience of the respective therapeutists. This does not correspond to the procedures of special therapy approaches of homeopathy and anthroposophy. |
| — | |

## Гомеопатія в Україні
В Україні гомеопатію офіційно визнано наказом Міністерства охорони здоров'я УРСР № 165 від 03.08.1989 р. «О развитии гомеопатического метода лечения в медицинской практике и улучшении организации обеспечения населения гомеопатическими средствами».
Гомеопатія викладається в українських медичних навчальних закладах. Наприклад на 4 курсі всіх факультетів НМУ ім. Богомольця крім стоматологічного, існує курс за вибором «Основи сучасної гомеопатії», тривалістю 36 годин. У 2008—14 роках МОЗ України затвердив нову навчальну програму за кредитно-модульною системою «Основи гомеопатії».
Існують відповідні навчальні плани.
Тим не менше МОЗ кілька разів публікувало на своєму сайті попередження про те, що гомеопатія не працює.

## Відомі прихильники
- Ройал Коупленд